# Corymbia haematoxylon
Corymbia haematoxylon es una especie de eucalipto nativa del suroeste de Australia. Se le dio su nombre actual en 1995 con la creación del género Corymbia. Es comúnmente llamado el marri de montaña.

## Taxonomía
Corymbia haematoxylon fue descrita por (Maiden) K.D.Hill & L.A.S.Johnson y publicado en Telopea 6: 237. 1995.
Sinonimia
- Corymbia chlorolampra K.D.Hill & L.A.S.Johnson
- Eucalyptus haematoxylon Maiden[4][5]